# Gouvernement Temaru 2011
Polynésie française
Tong Sang III et IV Flosse IV et V
Le gouvernement Temaru 2011 est le gouvernement de la Polynésie française qui constitue l’organe exécutif de cette collectivité d'outre-mer. Il est formé à la suite de la motion de censure envers Gaston Tong Sang, et l'élection de l'indépendantiste Oscar Temaru.

## Attributions
Ses attributions sont régies par la section 5 du chapitre Ier, titre IV de la loi organique n° 2004-192 modifiée, du 27 février 2004, relatif au statut d'autonomie de la Polynésie française.
La fonction gouvernementale est exercée par l'ensemble des ministres, au sein du conseil des ministres, qui se réunit sous la direction du président de la Polynésie française.

## Contexte

### Élection
Le président Gaston Tong Sang est renversé par une motion de censure le 1er avril 2011, entrainant la chute de son gouvernement autonomiste. La motion de censure, déposée à l'initiative de l'UPLD, le principal groupe d'opposition présidé par Oscar Temaru.
Cette motion de censure est votée par les 23 parlementaires de l'Union pour la démocratie, les 5 parlementaires « îliens » (habitants des archipels éloignés de Tahiti) du parti Te niu hau manahune, et d'une représentante non-inscrite. Le total permet à Oscar Temaru de censurer le président Gaston Tong Sang et de constituer une nouvelle majorité de 29 représentants.

### Formation
Quatre jours après l'élection du nouveau président Oscar Temaru, soit le 5 avril 2011, celui-ci annonce la composition de son gouvernement.
Le gouvernement est composé de 10 ministres, dont 9 hommes et 1 femme, et reflète la majorité parlementaire à l'Assemblée de la Polynésie française, autour de la coalition de l'Union pour la démocratie.
Le Tavini huiraatira, parti dirigeant de la coalition, possède 3 membres du gouvernement, dont 1 ministre, le président et le vice-président. Le parti des « îliens », le Te niu hau manahune, obtient quant à lui 3 ministres.
Au sein du gouvernement, 4 ministres sont strictement de l'UPLD, puisqu'élus avec la coalition à l'Assemblée de la Polynésie française.
Le ministre de l'Environnement, Jacky Bryant, est le dirigeant du parti écologiste de la coalition, Heiura - Les Verts.
Le gouvernement compte 1 ministre sans étiquette, Kalani Teixeira, nommé ministre de l'Agriculture et président de la fédération Te rima hotu rau, un regroupement de syndicats agricoles.

## Composition
Le président de la Polynésie française, Oscar Temaru, a nommé son équipe gouvernementale le 5 avril 2011, il comprend :
| Fonction | Titulaire | Titulaire       | Parti               |
| --- | --------- | --------------- | ------------------- |
| Président, chargé des relations Internationales et régionales, du Tourisme et des Transports aériens internationaux.                                                                                           |           | Oscar Temaru    | Tavini              |
| Vice-président, porte-parole du gouvernement chargé du budget, du développement des collectivités, de l'économie numérique, de la communication, des relations avec les institutions de la Polynésie française |           | Antony Géros    | Tavini              |
| Ministre de l'Économie, des finances, du travail et de l'emploi, chargé de la réforme fiscale, de la formation professionnelle, des réformes administratives et de la fonction publique                        |           | Pierre Frebault | Tavini              |
| Ministre de l'Équipement et des transports terrestres chargé des ports et aéroports |           | James Salmon    | UPLD                |
| Ministre des Ressources marines, chargé de la perliculture, de la pêche et de l'aquaculture, et des technologies vertes                                                                                        |           | Temauri Foster  | Te niu hau manahune |
| Ministre de l'Éducation, de la jeunesse et des sports chargé de l'enseignement supérieur, de la recherche et de la vie associative                                                                             |           | Tauhiti Nena    | UPLD                |
| Ministre de l'Aménagement et du logement chargé des affaires foncières et de l'urbanisme |           | Louis Frebault  | Te niu hau manahune |
| Ministre de l'Environnement, de l'énergie et des Mines |           | Jacky Bryant    | Heiura - Les Verts  |
| Ministre de la Santé et de la Prévention, chargé de la Protection sociale généralisée |           | Charles Tetaria | UPLD                |
| Ministre de la Culture, de l'artisanat et de la famille, chargé de la condition féminine |           | Chantal Tahiata | UPLD                |
| Ministre de l'Agriculture, et de l'élevage chargé des biotechnologies |           | Kalani Teixeira | SE                  |
| Ministre du développement des archipels, des transports interinsulaires chargé de la régénération de la cocoteraie                                                                                             |           | Daniel Herlemme | Te niu hau manahune |